# Hällefors kommun
59°46′N 14°31′Ø / 59.767°N 14.517°Ø
Hällefors kommune ligger i det svenske län Örebro län i landskapet Västmanland. Kommunens administrationsby er byen Hällefors. Kommunen grænser mod vest til Filipstads kommun (Värmland) og mod nord til Ludvika kommun (Dalarna).

## Byer
Hällefors kommune har to byer.
Indbyggere pr. 31. december 2005.
| #  | By         | Indbyggere |
| -- | ---------- | ---------- |
| 1. | Hällefors  | 4.797      |
| 2. | Grythyttan | 916        |

## Eksterne kilder og henvisninger
- ”Kommunarealer den 1. januar 2012” (Excel). Statistiska centralbyrån.